# Ericydnus heliococci
Ericydnus heliococci är en stekelart som beskrevs av Trjapitzin och Herthevtzian 1972. Ericydnus heliococci ingår i släktet Ericydnus och familjen sköldlussteklar.
Artens utbredningsområde är Armenien. Inga underarter finns listade i Catalogue of Life.